# William Pinkney
William Pinkney (17 de marzo de 1764 - 25 de febrero de 1822) fue un estadista y diplomático estadounidense nombrado séptimo fiscal general de los Estados Unidos por el presidente James Madison.

## Biografía
William Pinkney nació en 1764 en Annapolis en la Provincia de Maryland.
Pinkney asistió a la escuela King Wiliam. Estudió la medicina y estudió el derecho con un bufete. Fue admitido a la abogacía en 1786. Después de ejercer durante dos años en el Condado de Harford, fue elegido delegado a la convención constitucional del estado de Maryland.
Pinkney era un orador excelente considerado tanto elocuente como afable.
Se casó con Anne Rodgers y tuvieron diez hijos. Su séptimo hijo Edward Coote Pinkney fue un poeta que murió de tuberculosis a la edad de 25.

## Carrera política
En abril de 1788, Pinckney fue elegido delegado a la convención del Estado de Maryland, la que ratificó la Constitución de los Estados Unidos. Esto fue el inicio de su carrera política.
Pinkney sirvió en varios cargos públicos. Fue elegido a la Cámara de Delegados de Maryland en 1788-1792 y otra vez en 1795. Fue elegido alcalde de Annapolis, sirviendo desde 1795 hasta 1800. 
Fue elegido representante en 1790 para el 3o distrito congresional de Maryland, sirviendo en 1791. Después de la Guerra anglo-estadounidense de 1812, Pinkney fue elegido para el quinto distrito y sirvió desde 1815 hasta 1816.
En 1801 fue nombrado fiscal general para el Distrito de Pensilvania para el presidente Thomas Jefferson. Entonces fue nombrado fiscal general para Maryland, donde sirvió desde 1805 hasta 1806..
Pinkney también fue diplomático, sirviendo con James Monroe como co-ministros en Gran Bretaña, de 1806 a  1807. El presidente Jefferson les habían pedido a negociar un fin del acoso de envíos estadounidenses, pero Bretaña no mostró intenciones de mejorar las relaciones. Los hombres negociaron el Tratado Monroe-Pinkney, pero le faltaban las provisiones para terminar el reclutamiento forzoso de marinos estadounidenses, así que el presidente Jefferson rechazó el tratado.
Pinkney sirvió como ministro plenipotenciario desde 1808 hasta 1811. Volvió a Maryland, sirviendo en el Senado de Maryland en 1811. Ese año se unió con el gabinete del presidente James Madison como fiscal general.
Sirvió como mayor del Ejército de los Estados Unidos durante la Guerra anglo-estadounidense de 1812 y fue herido en la Batalla de Bladensburg en agosto de 1814. Después de la guerra, sirvió como congresista para el quinto distrito de Maryland desde 1815 hasta 1816. El presidente James Monroe lo nombró el ministro plenipotenciario en Rusia desde 1816 hasta 1818, y también emprendió una misión especial al Reino de Nápoles.
Pinkney arguyó varios casos ante la Corte Suprema, incluyendo el caso de McCulloch contra Maryland (1819), en el que el derecho del Congreso de contratar el Banco de los Estados Unidos fue afirmado.
En 1818 Pinkney fue elegido senador para Maryland, sirviendo desde 1819 hasta su muerte en 1822. Está enterrado en el Cementerio Washington D. C.